# Louis Kat
Aloysius Ignatius Maria (Louis) Kat (Amsterdam, 4 januari 1904 – Haarlem, 27 juni 1958) was een Nederlands kerkmusicus.
Hij was zoon van kantoorbediende Petrus Johannes Andries Kat en Johanna Maria Helena Kwant wonende aan de Frederik Hendrikstraat 145. Hijzelf bleef ongehuwd.
Hij raakte via de kerk in de muziek. Hij kreeg zijn priesteropleiding aan het Groot Seminarie Theologicum in Warmond alwaar hij in 1929 tot priester werd gewijd. Hij was daar ook leider van het schola cantorurum. Zijn muzikale kwaliteiten vielen op en hij ging kerkmuziek studeren aan het "Pontificio Instituto Superiore di Musica Sacra" in Rome. Hij studeerde daar in 1933 af met een proefschrift over Bonaventura da Brescio. Eenmaal terug in Nederland werd hij kapelaan in Wassenaar en het Amsterdamse Begijnhof, alwaar hij het koor De Mirakelzangers oprichtte. In 1937 werd hem door monseigneur Johannes Petrus Huibers, bisschop van Haarlem, gevraagd het koor van de Kathedrale basiliek Sint Bavo te reorganiseren. Uit de opdracht vloeide jaren later (opgericht in 1946 en officieel in 1951) voort: de oprichting van het Muziekinstituut van de kathedrale basiliek Sint Bavo, alwaar opleiding verkregen kon worden ten behoeve van liturgische gezangen. Hij moest voor die koorschool ook deels zelf de financiën regelen.
Daarnaast was Kat hoofdbestuurslid van de Nederlandse Sint-Gregoriusvereniging en voorzitter van de afdeling Haarlem. Hij was adviseur van Nederlandse Bisschoppenconferentie. Hij gaf lessen gregoriaans aan het Conservatorium van Rotterdam en filosofie aan de Amsterdamse school voor maatschappelijk werk. Hij was sinds 1955 ridder in de Orde van Oranje-Nassau. Hij overleed plotseling en werd te Overveen begraven.
Publicaties:
- 1939: De geschiedenis der Nederlandse kerkmuziek sedert de reformatie (leverde hem de Nuyensprijs op)
- 1939: Studie en uitvoering der klassieke polyfonie
- 1951: Giovanni Pierluigi da Palestrina in de Gottmer-serie
- Partijlezen en Gregoriaans voor Methodia-serie